# Sjaak Smetsers
Sjaak Smetsers (Venlo, 1954) is een Nederlandse poëtisch beeldhouwer werkzaam in Tegelen.

## Leven en werk
Na een loopbaan in de koudetechniek besluit Sjaak Smetsers begin '90 het roer om te gooien en zich volledig op het kunstenaarschap toe te leggen.
Als autodidact ontdekt hij gaandeweg zijn voorkeur voor materialen als glas en diverse metaalsoorten, zoals brons, koper, staal en (verbronst) tin die hij op veel verschillende manieren leert bewerken en samen te voegen. Glas wordt bewerkt met diverse gereedschappen en vaak gelaagd samengesmolten (glasfusing) tot een kleurrijk geheel. Soms worden er ook keramische elementen in zijn beelden verwerkt.
Sjaak Smetsers put zijn inspiratie uit Westerse psychologie, Oosterse filosofie, de natuur en zijn echtgenote en muze Lianne Smetsers - Sampers. Hij is een waarnemer die psychologisch en maatschappelijk inzicht in zijn werk tot uiting laat komen gecombineerd met een flinke dosis humor. De beelden van Sjaak Smetsers ogen sympathiek en schetsen een vrolijk beeld, maar kennen niet zelden letterlijk meerdere gezichten. Achter de uiterlijke schoonheid gaat een diepere ethische geladenheid schuil, die zich pas in tweede instantie openbaart.
De beelden van Sjaak Smetsers zijn veelal fantasiefiguren met menselijke én dierlijke eigenschappen. Deze beelden sluiten goed aan bij de West-Europese traditie van fabelfiguren die worden aangetroffen in middeleeuwse kunst. Denk aan de voorstellingen op gevels van oude kerken en in het werk van bijvoorbeeld Jheronimus Bosch. In recenter geschiedenis treffen we fantasiefiguren aan in het werk van onder andere Cobra-leden Karel Appel, Eugène Brands, Corneille en Constant. Het werk van Sjaak Smetsers sluit aan op een rijke culturele traditie en is tegelijk oorspronkelijk en hedendaags.
Sjaak Smetsers werkt in zijn atelier in Tegelen, waar ook de galerie van hem en zijn echtgenote is gevestigd, met de typisch Limburgse naam Galerie Moeëjen Daag.

## Werk in openbare collecties (selectie)
- Galerie Moeëjen Daag, Tegelen
- Musiom, Amersfoort
- Glasmuseum Lommel, België

## Exposities (selectie)
- Galerie Delfi Form, Zwolle
- Art Gallery Pot, Axel
- Galerie Sille, Oudewater
- AbrahamArt, Eindhoven
- Vellekoop & Vellekoop, De Lier
- Sabrine van Paemel, Leke
- Galerie Hans Persoon, Eersel
- Galerie Beeldkracht, Scheemda
- Galerie Schortgen Artworks, Luxemburg
- Galerie Courant d’art, Mulhouse Frankrijk
- Galerie DOM, Wiener Neustadt Oostenrijk
- AAF, New York
- AAF, Londen
- AAF, Stockholm
- AAF, Hongkong
- Meerdere internationale kunstbeurzen in Europa, USA en Azië

## Fotogalerij

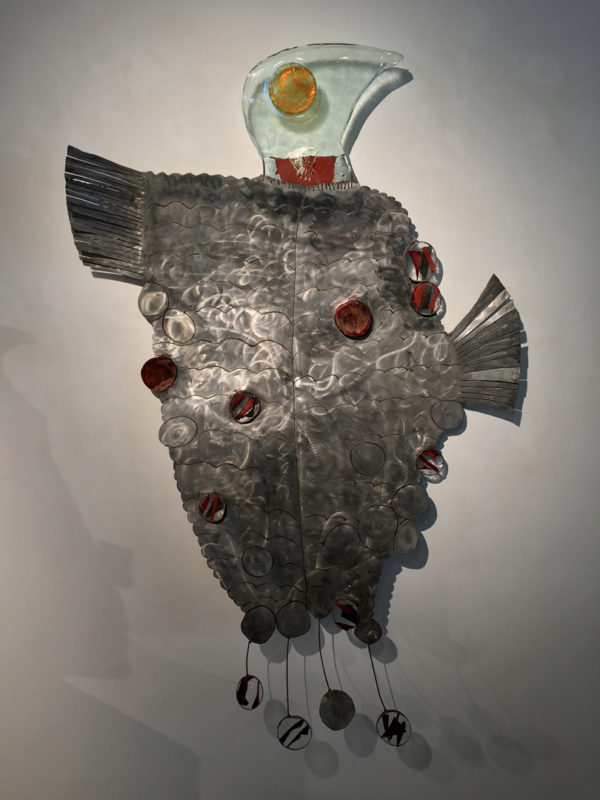
The innergod (2018)
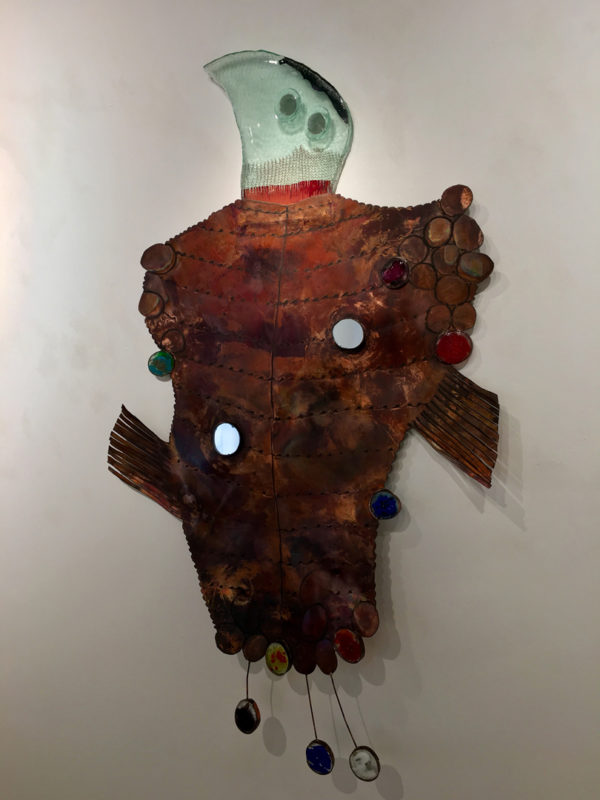
Do you see a God (2018)
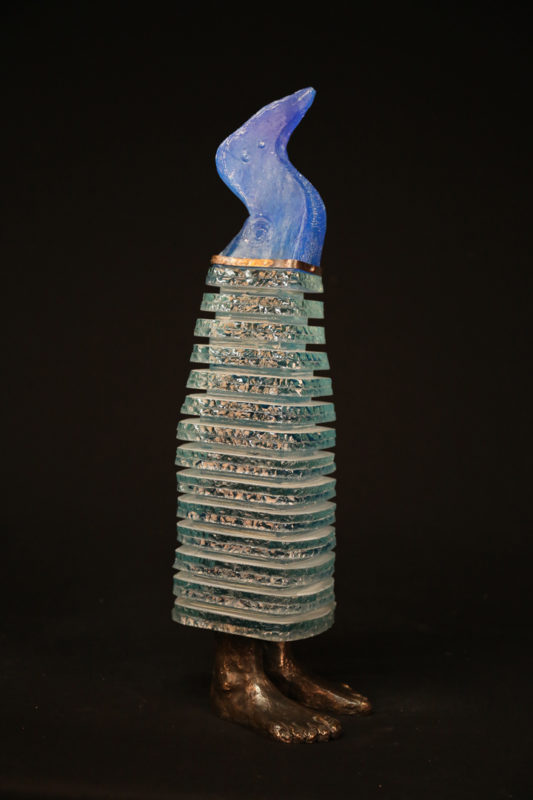
Uitwaaien aan zee (2018)

- RKD-Nederlands Instituut voor Kunstgeschiedenis: 217950